# Сетжу
Сетжу (*XXV ст. до н. е.) — давньоєгипетський діяч, верховний жрець Птаха в Мемфісі часів фараонів Мікерина та Шепсескафа.

## Життєпис
Походив зі знатного жрецького роду. Розпочав кар'єру за перших фараонів IV династії. Обіймав посаду жерця Сокар. За правління фараона Мікерина стає верховним жерцем Птаха. Основні відомості про Сетжу містяться на стелі, що нині зберігається в Неапольському музеї.
Помер приблизно на початку володарювання Шепсескафа. Поховано в мастабі в Саккарі.